# Эандион
Эандион (греч. Αιάντειον) — прибрежный малый город в Греции. Расположен на высоте 36 м над уровнем моря, на берегу бухты Саламис, в юго-западной части острова Саламин, к юго-западу от города Саламин. Административно относится к общине Саламин в периферийной единице Острова в периферии Аттика. Население 4860 человек по переписи 2011 года.
До 1915 года (ΦΕΚ 232Α) назывался Му́лки (Μούλκι), затем был переименован в Эандион по имени героя греческой мифологии Эанта.

## Сообщество
Сообщество Мулки (Κοινότητα Μουλκίου Μεγαρίδος) создано в 1912 году (ΦΕΚ 262Α). В 1915 году (ΦΕΚ 232Α) сообщество переименовано в Эандион (Κοινότητα Αιαντείου). В сообщество входят острова Гайдури, Канакия, Триниса, Перистерия и Пера, а также семь населённых пунктов. Население 5888 человек по переписи 2011 года. Площадь 42,812 км².
| Населённый пункт    | Население (2011), человек |
| ------------------- | ------------------------- |
| Эандион             | 4860                      |
| Гайдури (остров)    | 0                         |
| Димитрани           | 96                        |
| Канакия             | 206                       |
| Канакия (остров)    | 0                         |
| Колонес             | 153                       |
| Маруди              | 141                       |
| Пера (остров)       | 0                         |
| Перани              | 226                       |
| Перистерия          | 206                       |
| Перистерия (остров) | 0                         |
| Триниса             | 0                         |

## Население
| Год  | Население, человек |
| ---- | ------------------ |
| 1991 | 2072               |
| 2001 | 2973               |
| 2011 | ↗ 4860             |